# جوني لويس
جوني لويس (بالإنجليزية: Johnny Lewis)‏ ، من مواليد 29 أكتوبر 1983م، وتوفي بتاريخ 26 سبتمبر 2012م، هو ممثل أمريكي شارك بعدة أفلام، ومنها فيلم آندركلاسمان عام 2005م، وفيلم ألين ضد المفترس: قداسة عام 2007م.

## وصلات خارجية
- جوني لويس على موقع IMDb (الإنجليزية)
- جوني لويس على موقع ألو سيني (الفرنسية)
- جوني لويس على موقع أول موفي (الإنجليزية)
- جوني لويس على موقع قاعدة بيانات الأفلام السويدية (السويدية)
- جوني لويس على موقع قاعدة بيانات الفيلم (الإنجليزية)
- جوني لويس على موقع كينوبويسك (الروسية)